# Taninges
Taninges – miejscowość i gmina we Francji, w regionie Owernia-Rodan-Alpy, w departamencie Górna Sabaudia.

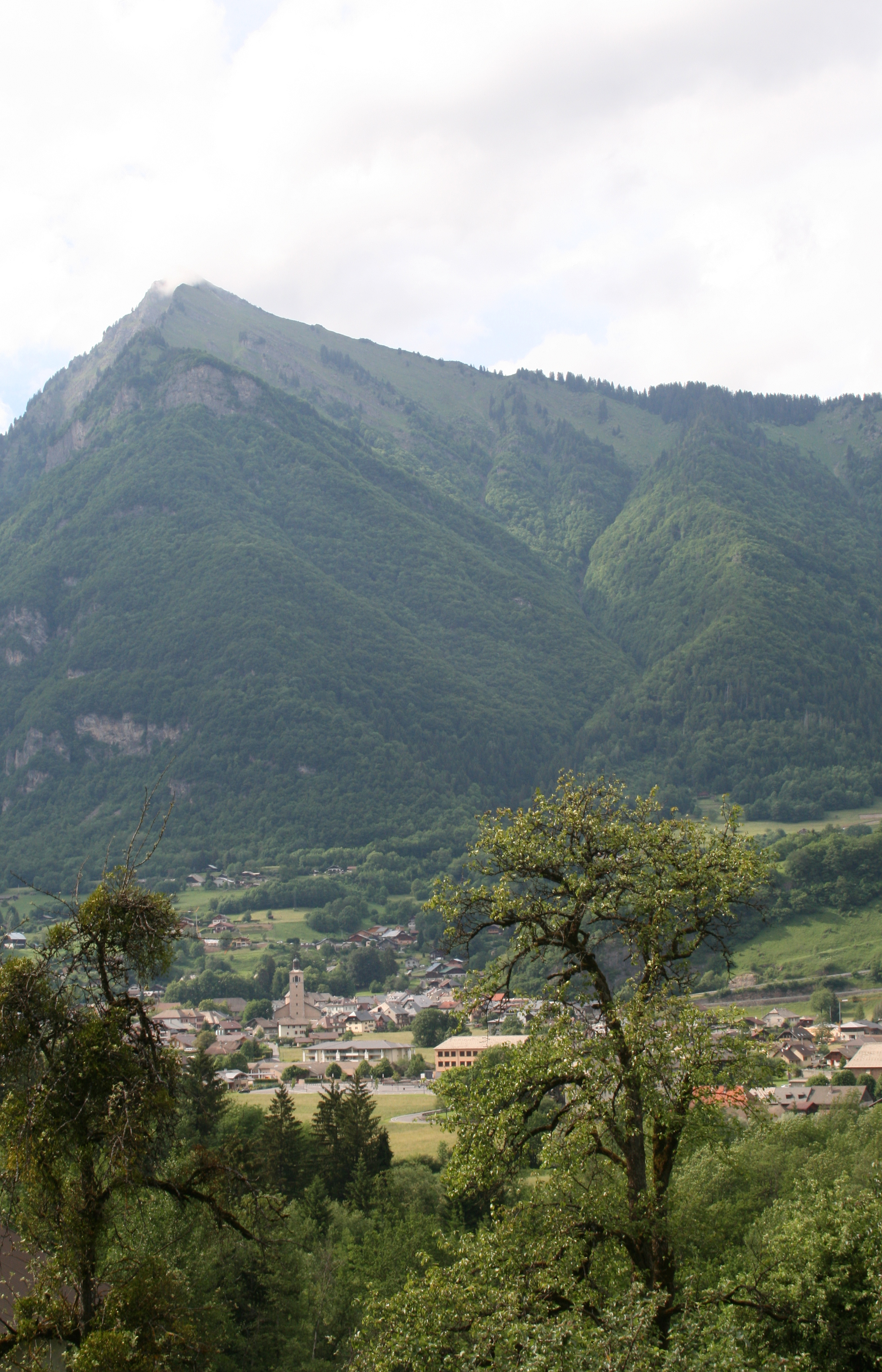
Wieś u podnóża Pic de Marcelly

Według danych na rok 1990 gminę zamieszkiwało 2791 osób, a gęstość zaludnienia wynosiła 65 osób/km² (wśród 2880 gmin regionu Rodan-Alpy Taninges plasuje się na 322. miejscu pod względem liczby ludności, natomiast pod względem powierzchni na miejscu 96.).